# 71-405
71-405は、ロシア連邦のウラルトランスマッシュが開発した路面電車車両。ロシア連邦各地の路面電車路線に向けて製造が行われている。

## 概要
ループ線が存在する各地の路面電車に適した片運転台のボギー車で、2003年から製造が行われた71-403を基に設計変更を実施した形式である。当初は2005年に発表される予定であったが、開発の遅れから発表および試運転の開始は翌2006年となった。
先頭部や後部のデザイン、乗降扉や可動装置、総括制御への対応など基本的な構造は71-403を踏襲している一方、車体は大きく変更されており、フレームに長方形状のパイプを用いる他、着色ガラスを用いた側窓の寸法が大型化している。また電気機器にはモジュール構造が採用され、使用事業者での修繕が容易となっている。更に全閉自冷形誘導電動機や二重絶縁構造によって、外部からの粉塵を始めとした汚れにより電気機器に支障をきたさない構造が取り入れられている。制御装置は71-403と同様にVVVFインバータ制御方式に対応する。
2007年から量産が行われ、ロシア連邦各地の都市に導入された。また、導入都市や技術の進歩に応じた以下の派生形式の製造も実施されている。
- 71-405-08 - ロシア連邦の首都・モスクワのモスクワ市電向けの車種。2007年に製造されたが少数の導入に終わった[7][5]。
- 71-405-11 - 停電などの非常時に充電池に貯めた電力を用いた短距離走行を可能とした車種。2011年に発表され、2014年以降各都市への展開が行われている[2][6]。

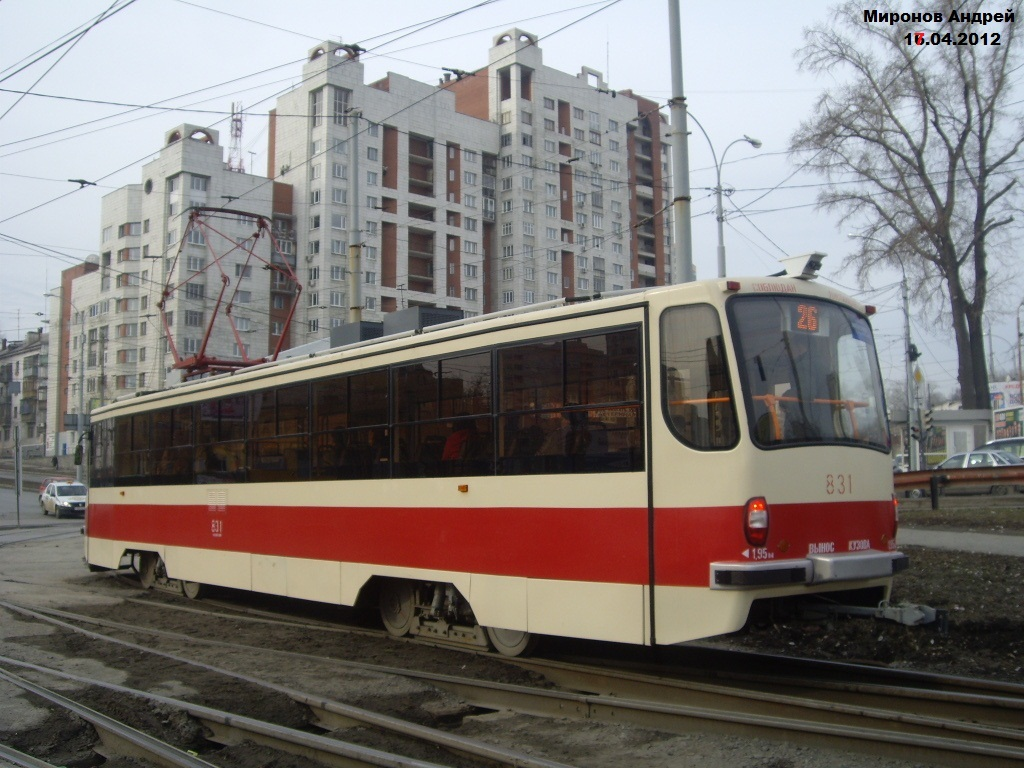
後方には運転台がない（エカテリンブルク）
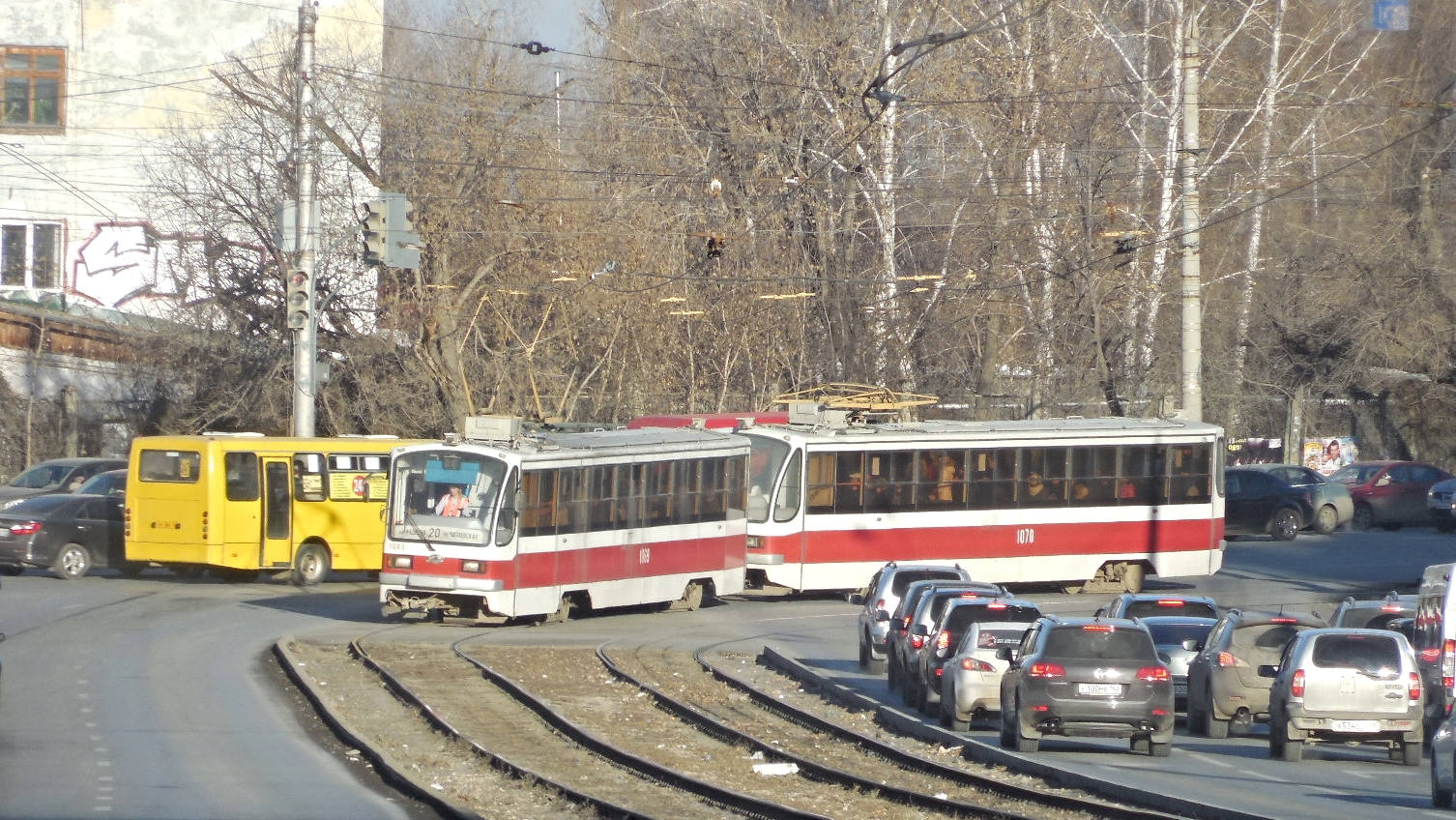
総括制御による2両編成での運行も可能である（サマーラ）

## 導入都市一覧
| 71-405 導入都市一覧 | 71-405 導入都市一覧                     | 71-405 導入都市一覧 |
| 形式                | 都市                                    | 導入車両数          |
| ------------------- | --------------------------------------- | ------------------- |
| 71-405              | サマーラ (サマーラ市電)                 | 43両                |
| 71-405              | エカテリンブルク (エカテリンブルク市電) | 26両                |
| 71-405              | ニジニ・タギル (ニジニ・タギル市電)     | 15両                |
| 71-405              | オリョール (オリョール市電)             | 1両                 |
| 71-405-08           | モスクワ (モスクワ市電)                 | 3両                 |
| 71-405-11           | ニジニ・タギル (ニジニ・タギル市電)     | 10両                |
| 71-405-11           | エカテリンブルク (エカテリンブルク市電) | 8両                 |

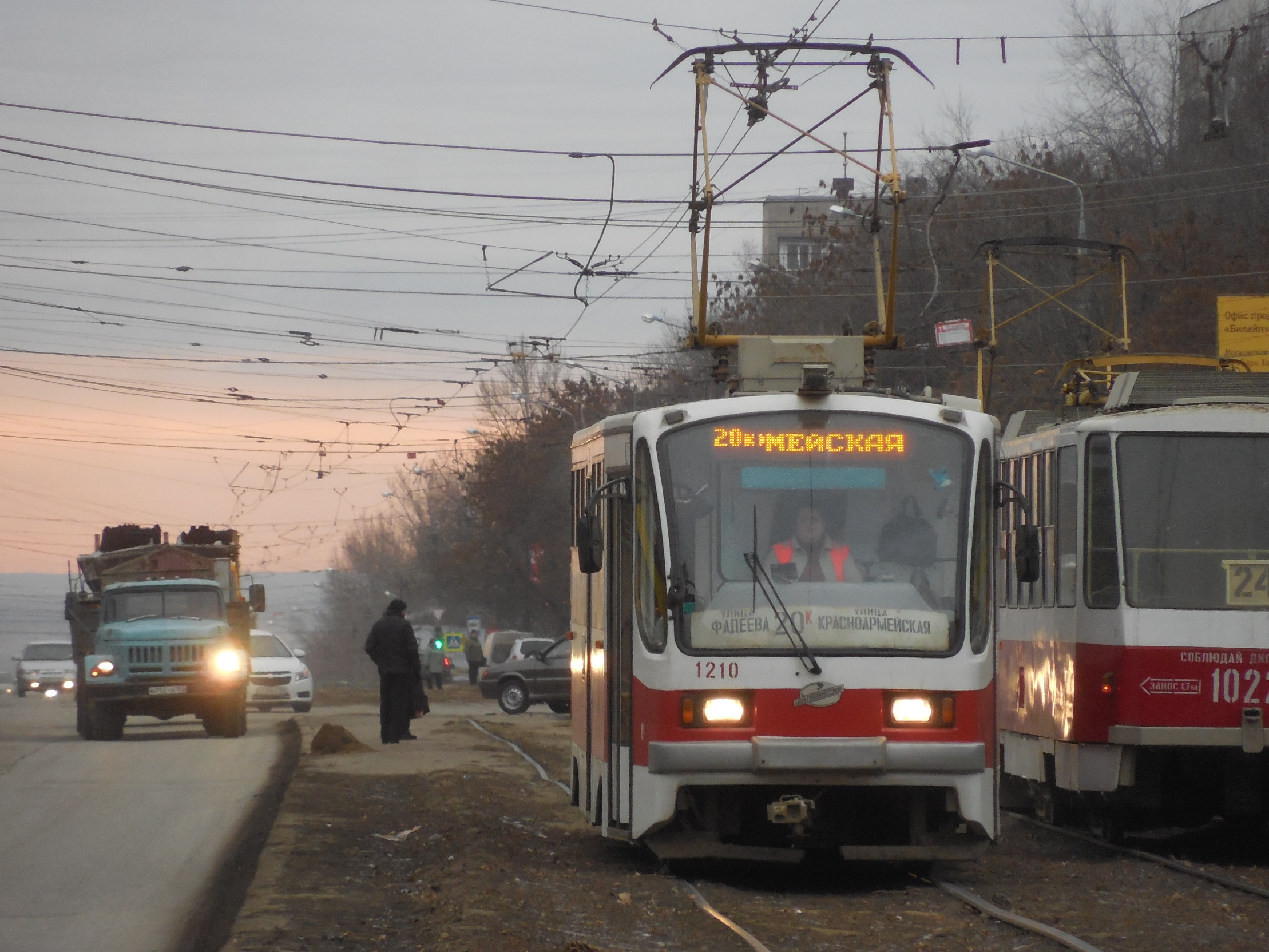
サマーラ （サマーラ市電）
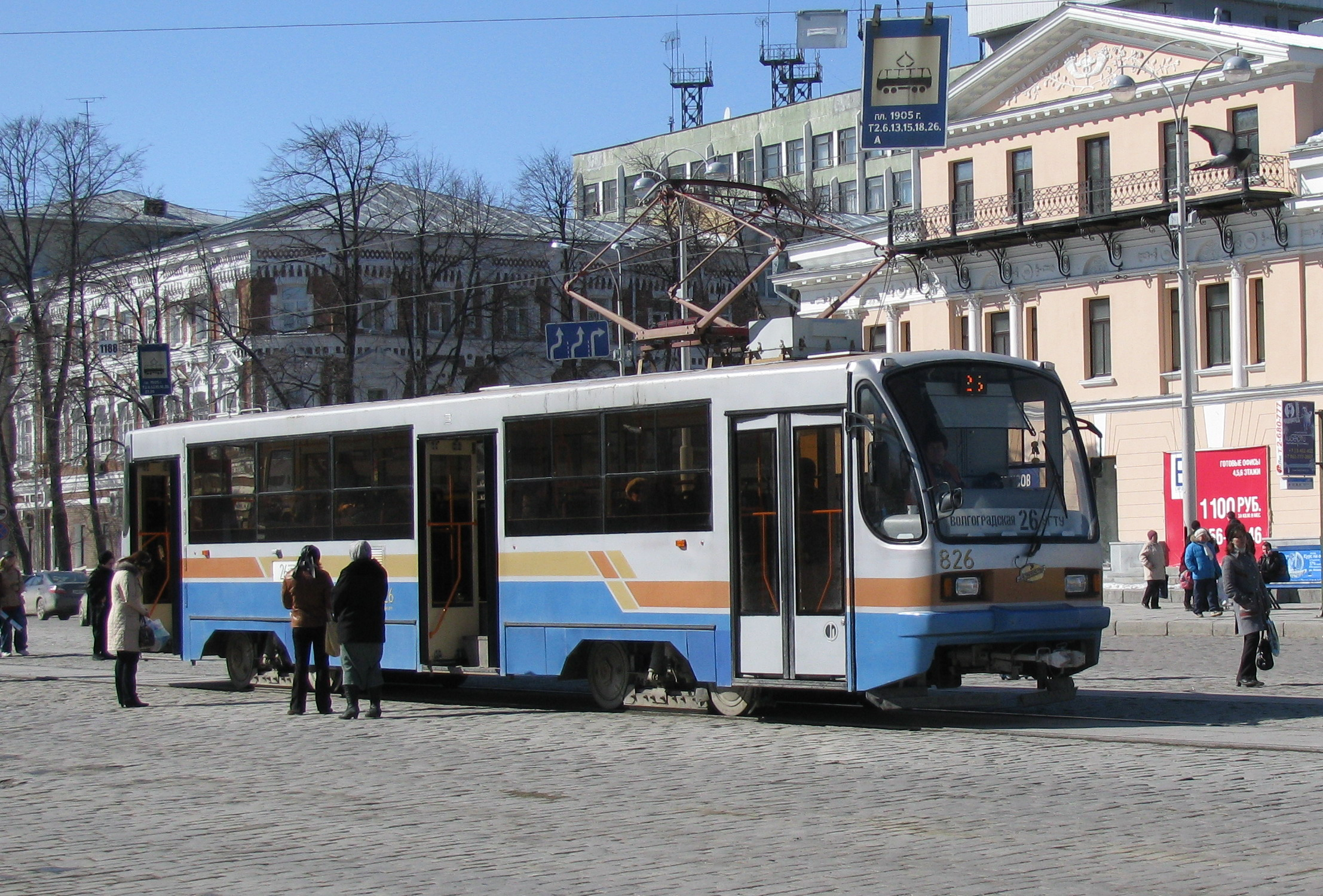
エカテリンブルク （エカテリンブルク市電）
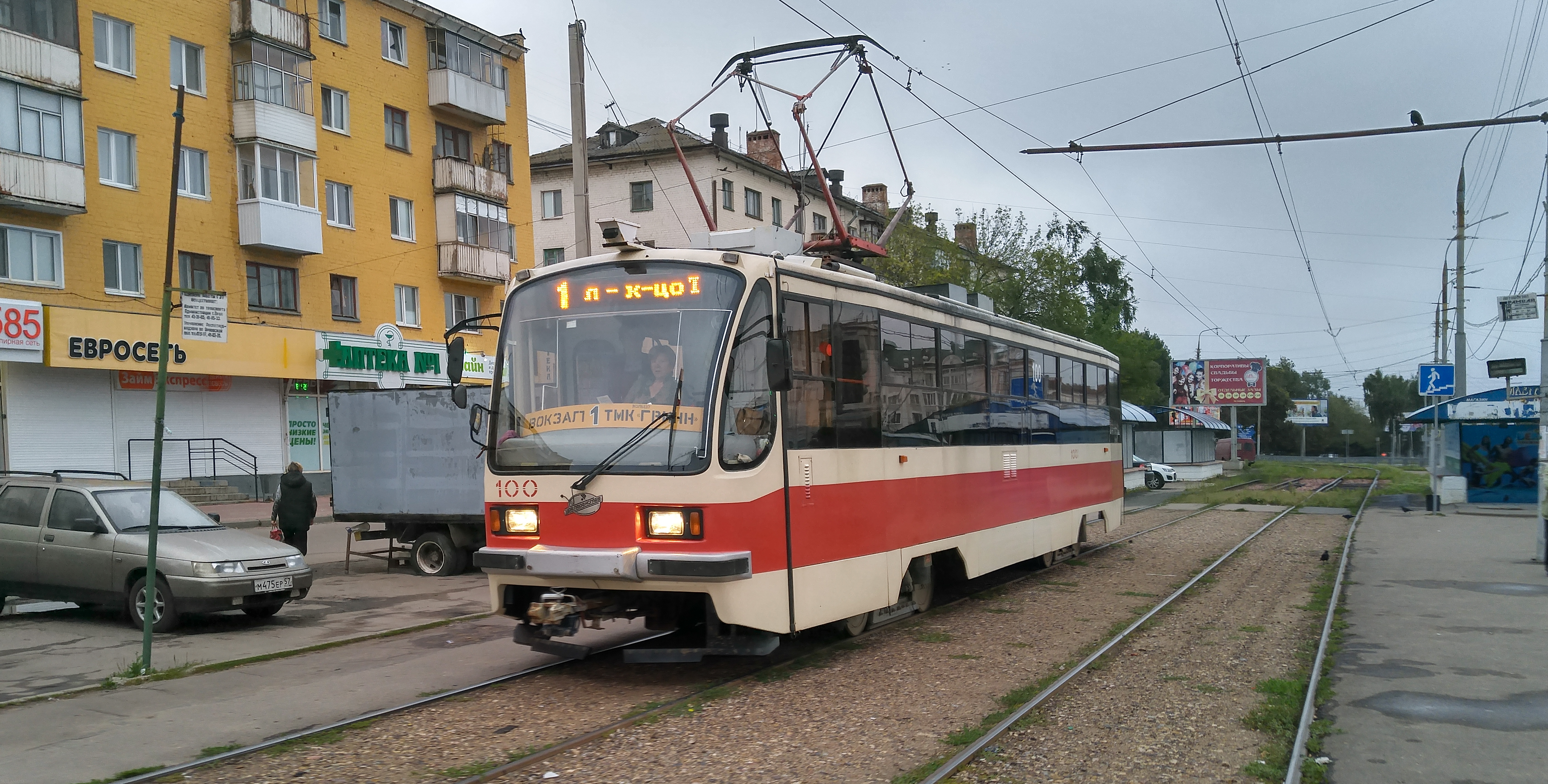
オリョール （オリョール市電）
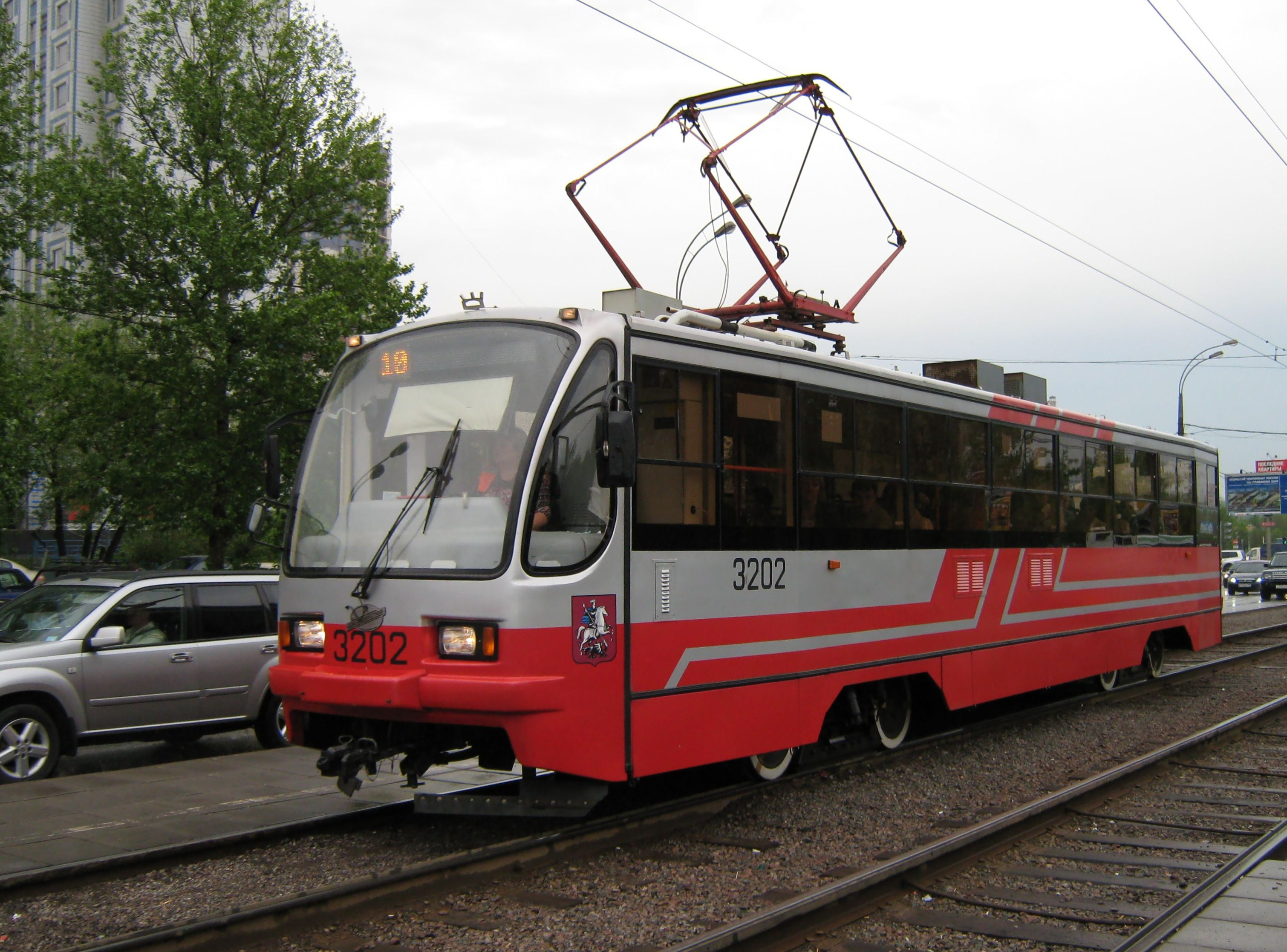
モスクワ （モスクワ市電）